# Německá sociologická společnost
Německá sociologická společnost byla založena roku 1909. Je někdy označována také jako Německá společnosti pro sociologii, původně Deutsche Gesellschaft für Soziologie. Jejími zakladateli byli například Rudolf Goldscheid, Ferdinand Tönnies (prezident 1909-1933), Max Weber a Georg Simmel.